# Philippe Roussel
Philippe Roussel (* 26. November 1961 in Zürich) ist ein Schweizer Schauspieler, Theaterregisseur, Sprecher und Sänger.

## Leben
Bevor Philippe Roussel eine Ausbildung an der Schauspielschule in Basel absolvierte, erlernte er den Beruf des Kaufmanns. Nach Beendigung der Ausbildung ging er nach Deutschland, wo er u. a. mit Claus Biederstaedt und Volker von Collande zusammenarbeitete. Danach spielte er auf verschiedenen Bühnen in der Schweiz, so u. a. am Bernhard-Theater in Zürich, Theater Fauteuil in Basel, Sommertheater Winterthur  und im Casinotheater Winterthur.
Schon in jungen Jahren entwickelte er ein Faible für den Gesang, mit sechs Jahren hatte er seinen ersten Auftritt. Im Jahr 1992 war er Finalist in der Schweizer Ausscheidung des Concours Eurovision de la Chanson und im Jahr 1996 erschien seine erste CD mit dem Titel Um heute hier zu stehn mit eigenen Songs. Er spielt am Theater häufig Gesangsrollen, so z. B. in der kleinen Niederdorfoper oder im weissen Rössel.
Im Jahr 1992 wurde er Mitglied der Kabarettgruppe Friends, die Sketch-Einspieler für die Unterhaltungssendung Benissimo produzierte. Daneben war er in einzelnen Folgen von Viktors Programm, Fascht e Familie und Lüthi und Blanc zu sehen, bis ihm mit der Rolle des Leo Matter in der Sitcom Mannezimmer der Durchbruch gelang. Danach war er auch in den Sitcoms Bürgerbüro, Bewegte Männer und Hotel Paradiso zu sehen.
Des Weiteren sieht oder hört man Philippe Roussel in Werbespots wie z. B. für Media Markt, Bächli Bergsport oder Nestlé.

## Filmografie
- 1995: Fascht e Familie (Sitcom, Folge Nervenflattern)
- 1997–2001: Mannezimmer (Sitcom)
- 2002: Bürgerbüro (Sitcom)
- 2003: Lüthi und Blanc (Fernsehserie, Folge Der Sizilianer)
- 2004: Bewegte Männer (Sitcom, Folge Einer zuviel im Bett)
- 2007: Hotel Paradiso (Sitcom)

## Theater (Auswahl)
- 1985–1988: Die Räuber
- 1988–1988: Des Teufels General
- 1989–1990: Der Neurosenkavalier
- 1995: Der Diener zweier Herren
- 1996: Romulus der Grosse
- 1996–2000: Weiningers Nacht
- 2011: Otello darf nicht platzen
- 2013: Die kleine Niederdorfoper[3]
- 2015: Alles uf Chrankeschii[4]
- 2016: Stägeli uf – Stägeli ab[5]
- 2017: Ausser Kontrolle[6][7]
- 2018: Der schwarze Hecht
- 2023: Stägeli uf – Stägeli ab
- 2024: Ein Käfig voller Narren (La cage aux folles)

## Theater-Regie (Auswahl)
- 2001: Bremer Stadtmusikanten
- 2003: Liebling ich bin da
- 2004: Der Kreis
- 2007: 10 kleine Negerlein
- 2008: Pepsie
- 2008: Der Hexer
- 2009: Tod auf dem Nil
- 2009: Die Herbstzeitlosen
- 2011: Lauf doch nicht immer weg
- 2012: Trio 3 Schwestern
- 2013: Eine Bank in der Sonne
- 2014: Ein Traum von Hochzeit
- 2018: Der Zinker